# リオ・プレトEC

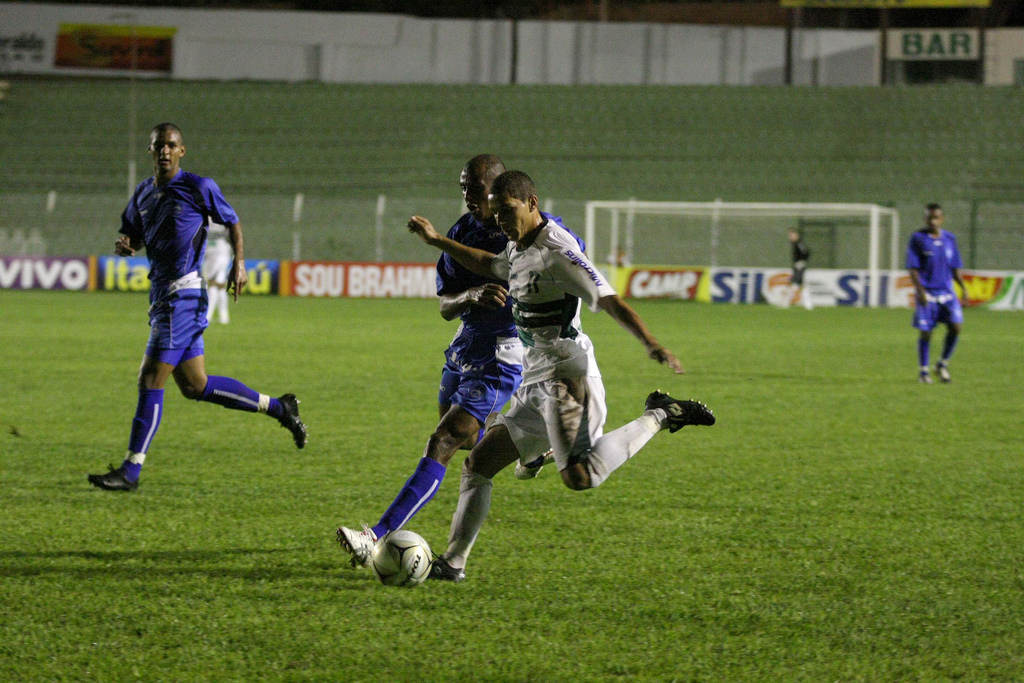
2008年、カンピオナート・パウリスタにて

リオ・プレト・エスポルチ・クルーベ（ポルトガル語: Rio Preto Esporte Clube）は、ブラジル・サンパウロ州サン・ジョゼ・ド・リオ・プレトを本拠地とするサッカークラブ。

## 歴史
1919年4月21日設立。
1999年にカンピオナート・パウリスタ・セリエA3を制した。2007年にカンピオナート・パウリスタに昇格した。

## 本拠地
本拠地はエスタジオ・アニシオ・ハダッド。収容人数は3万3000人。

## その他
マスコットはパラグアイカイマン。
クラブの愛称はヴェルドン・ダ・ヴィラ・ウニヴェルシターリア（Verdão da Vila Universitária）、大学の畔の大きな緑の意味である。
クラブカラーは緑と白。

## 女子
女子チームはカンピオナート・ブラジレイロ・ジ・フチボウ・フェミニーノを2015年に制した。

## タイトル
- カンピオナート・パウリスタ・セリエA3: 1963, 1999

## 歴代所属選手
| - ロナウダン 1985 - アレックス・エンリケ・ジョゼ 2000-2003 - 篠福太郎 2004 - ファビオ・アウグスト・ジュスティノ 2004 | - レアンドロ・ロドリゲス・ダ・シルバ 2004-2006 - ブランキーニョ 2006-2007 - ウィリアン・シャヴィエール・バルボーザ 2008 - イザイアス・マイア・カルネイロ 2009 |